# Горско стопанство
 Тази статия е за икономическия отрасъл.  За административно-стопанската единица вижте Лесничейство.  
Горското стопанство е отрасъл на икономиката, част от селското, горско и рибно стопанство, който обхваща отглеждането на гори, дърводобива в естествени и изкуствени гори и събирането на диворастящи горски продукти.
За разлика от селското стопанство производственият цикъл е значително по-продължителен – от около 15 години при бързорастящите култури до над 100 години, при дървесни видове като бук, дъб, смърч и др.

## История
Ползването на горите от човека датира от дълбока древност, още от времето на неолита. Първоначално ползвана като място за лов, екстензивни пасища, впоследствие гората бива опожарявана или изкоренявана, за да може да се практикува върху освободената площ крайпътно земеделие, а в крайна сметка и уседнало земеделие. Продуктите, ползвани от горите, се разнообразяват – дърва за огрев (впоследствие дървени въглища), строителна дървесина, листников фураж, мъртва горска постилка, танини. Горите са място за паша и угояване на домашни животни.
С развитието на горското стопанство са били или все още са свързани следните (индустриални) отрасли:
- производство на мляко и млечни продукти (мандри)
- животновъдство (до усядането на животновъдството след интродукцията и широкото култивиране на картофа от средата на XVIII век)
- стъкларство (поташ)
- корабостроене, речен и морски транспорт (до окончателното изместване на платноходите от витловите кораби в края на XIX век)
- кожарство (дъбене на кожи)
- производство на сапун
- лозарство и бъчварство
- стоманодобив (до средата на XIX век, когато дървесината като източник на енергия за пещите бива заменена от изкопаемите въглища)

## Съвременно значение
Горското стопанство се приема класически за част от първичното производство на суровини. В наши дни обаче той не се ограничава до дървопроизводството, а предлага много по-широк спектър от продукти и услуги, като:
- производство на недървесни горски продукти (гъби, билки, горски плодове)
- поддържане на рекреационната функция на горите (зони за отдих)
- борба с ерозията и опустиняването (противоерозионни и лесомелиоративни мероприятия)
- борба с природни бедствия (лавини, свлачища и срутища)
- поддържане и възстановяване на хабитати (местообитания) на редки и защитени растителни и животински видове
- поддържане на естетичната функция на горите
- поддържане на водоохранната функция на горите

## Горско стопанство в България

### Държавни горски и ловни стопанства
Непълен списък на някои от държавните горски и ловни стопанства в България:
- ДГС, София[2]
- ДГС, Царево[3]
- ДГС, Варна[4]
- ДГС, Смолян[5]
- ДГС, Тетевен[6]
- ДЛС „Мазалат“ – Сливен[7]
- ДЛС ЖЕНДА – Кърджали[8]